# Kvalifikace na Mistrovství Evropy ve fotbale 2012 – baráž

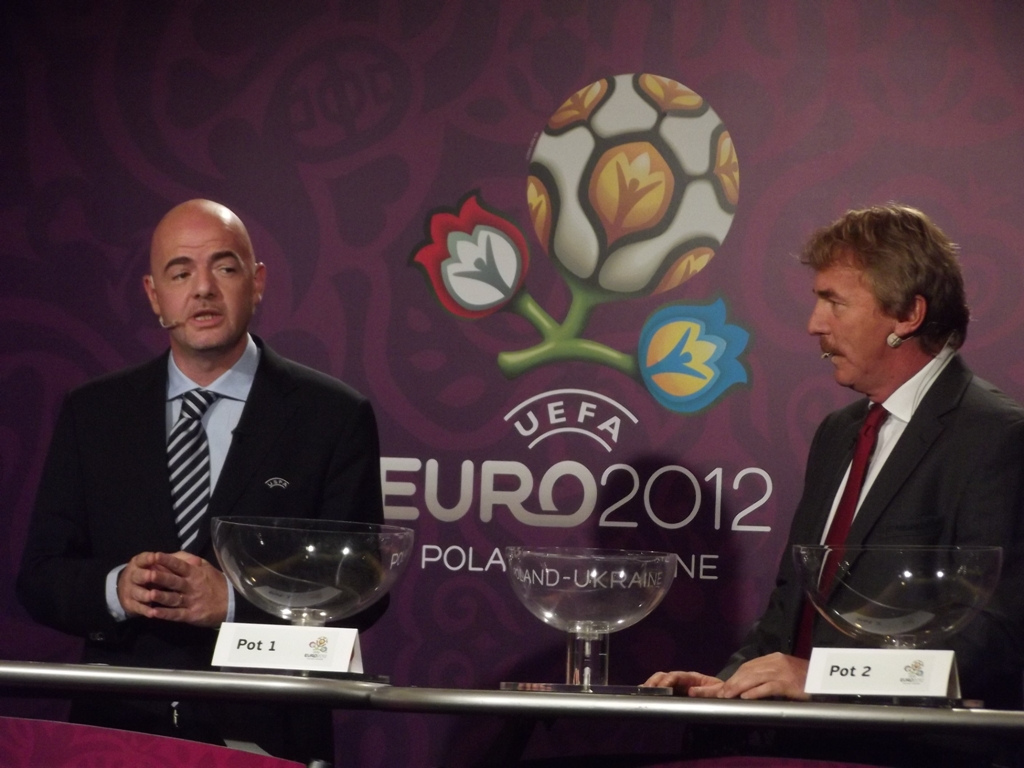
Gianni Infantino (vlevo) a Zbigniew Boniek při losu baráže

Baráž kvalifikace na mistrovství Evropy 2012 ve fotbale hrálo celkem osm týmů, které skončily na druhých místech po základních skupinách kvalifikace. Nejlepší tým na druhých místech postoupil přímo na závěrečný turnaj. Do žebříčku týmů na druhých místech se nepočítaly výsledky se šestými týmy v dané skupině, aby nebyly pětičlenné skupiny znevýhodněny.
Baráž se hrála systémem doma–venku klasickým pohárovým systémem a určila zbylé 4 účastníky Mistrovství Evropy ve fotbale 2012.

## Žebříček týmů na druhých místech
| Sk. | Tým                 | Z | V | R | P | VG | IG | +/- | Ven. G. | B  |
| --- | ------------------- | - | - | - | - | -- | -- | --- | ------- | -- |
| E   | Švédsko             |   | 6 | 0 | 2 | 20 | 11 | +9  | 8       | 18 |
| H   | Portugalsko         |   | 5 | 1 | 2 | 21 | 12 | +9  | 8       | 16 |
| F   | Chorvatsko          |   | 5 | 1 | 2 | 12 | 6  | +6  | 5       | 16 |
| B   | Irsko               |   | 4 | 3 | 1 | 10 | 6  | +4  | 4       | 15 |
| D   | Bosna a Hercegovina |   | 4 | 2 | 2 | 9  | 8  | +1  | 4       | 14 |
| I   | Česko               |   | 4 | 1 | 3 | 12 | 8  | +4  | 9       | 13 |
| C   | Estonsko            |   | 4 | 1 | 3 | 13 | 11 | +2  | 7       | 13 |
| G   | Černá Hora          |   | 3 | 3 | 2 | 7  | 7  | 0   | 2       | 12 |
| A   | Turecko             |   | 3 | 2 | 3 | 8  | 10 | –2  | 1       | 11 |

 Švédsko postoupilo přímo na Mistrovství Evropy ve fotbale 2012 jako nejlepší tým na druhých místech. Zbylé týmy na druhých místech hrály baráž.

## Los
Los baráže se uskutečnil 13. října 2011 od 13:00 v polském Krakově. Týmy byly rozděleny do dvou losovacích košů podle koeficientů UEFA pro národní týmy. Proti každému týmu z prvního koše byl nalosován celek z druhého koše. Los také určil, kdo bude začínat dvojzápas doma.
| Koš 1 (nasazení) | Koš 1 (nasazení) |
| Tým              | Koef.            |
| ---------------- | ---------------- |
| Chorvatsko       | 32,723           |
| Portugalsko      | 31,202           |
| Irsko            | 28,203           |
| Česko            | 27,982           |

| Koš 2 (nenasazení)  | Koš 2 (nenasazení) |
| Tým                 | Koef.              |
| ------------------- | ------------------ |
| Turecko             | 27,601             |
| Bosna a Hercegovina | 27,199             |
| Černá Hora          | 21,876             |
| Estonsko            | 20,355             |

## Zápasy
Úvodní zápasy se hrály 11., zatímco odvety 15. listopadu 2011. Z obou zápasů se sečetlo skóre a lepší tým postoupil na mistrovství Evropy ve fotbale 2012. V případě rovnosti sečteného skóre by rozhodovalo pravidlo venkovních gólů. V případě, že by ani to nerozhodlo, hrálo by se v odvetném zápase prodloužení, případně došlo k penaltovému rozstřelu.
| 11. listopadu 2011 21:05 UTC+2 |        |                                   |                                                  |
| Turecko                        | 0 – 3  | Chorvatsko                        | Şükrü Saracoğlu Stadium, Istanbul diváci: 42 863 |
|                                | Report | Olić 2' Mandžukić 32' Ćorluka 51' | Şükrü Saracoğlu Stadium, Istanbul diváci: 42 863 |

| 15. listopadu 2011 20:00 UTC+1 |        |         |                                         |
| Chorvatsko                     | 0 – 0  | Turecko | Maksimir Stadium, Záhřeb diváci: 26 371 |
|                                | Report |         | Maksimir Stadium, Záhřeb diváci: 26 371 |

 Chorvatsko zvítězilo celkovým skóre 3:0 a postoupilo na Mistrovství Evropy ve fotbale 2012.
| 11. listopadu 2011 21:45 UTC+2 |        |                                               |                                        |
| Estonsko                       | 0 – 4  | Irsko                                         | A. Le Coq Arena, Tallinn diváci: 9 692 |
|                                | Report | Andrews 13' Walters 67' Keane 71', 88' (pen.) | A. Le Coq Arena, Tallinn diváci: 9 692 |

| 15. listopadu 2011 19:45 GMT |        |               |                                      |
| Irsko                        | 1 – 1  | Estonsko      | Aviva Stadium, Dublin diváci: 51 151 |
| Ward 32'                     | Report | Vassiljev 57' | Aviva Stadium, Dublin diváci: 51 151 |

 Irsko zvítězilo celkovým skóre 5:1 a postoupilo na Mistrovství Evropy ve fotbale 2012.
| 11. listopadu 2011 20:15 UTC+1 |        |            |                                      |
| Česko                          | 2 – 0  | Černá Hora | Generali Arena, Praha diváci: 14 560 |
| Pilař 63' Sivok 90+2'          | Report |            | Generali Arena, Praha diváci: 14 560 |

| 15. listopadu 2011 20:15 UTC+1 |        |             |                                                       |
| Černá Hora                     | 0 – 1  | Česko       | Městský stadion pod Goricom, Podgorica diváci: 10 100 |
|                                | Report | Jiráček 81' | Městský stadion pod Goricom, Podgorica diváci: 10 100 |

 Česko zvítězilo celkovým skóre 3:0 a postoupilo na Mistrovství Evropy ve fotbale 2012.
| 11. listopadu 2011 20:00 UTC+1 |        |             |                                     |
| Bosna a Hercegovina            | 0 – 0  | Portugalsko | Bilino Polje, Zenica diváci: 12 352 |
|                                | Report |             | Bilino Polje, Zenica diváci: 12 352 |

| 15. listopadu 2011 21:00 GMT                         |        |                                 |                                        |
| Portugalsko                                          | 6 – 2  | Bosna a Hercegovina             | Estádio da Luz, Lisabon diváci: 47 728 |
| Ronaldo 8', 53' Nani 24' Postiga 72', 82' Veloso 80' | Report | Misimović 41' (pen.) Spahić 65' | Estádio da Luz, Lisabon diváci: 47 728 |

 Portugalsko zvítězilo celkovým skóre 6:2 a postoupilo na Mistrovství Evropy ve fotbale 2012.